# Phospholipid-transportierende ATPase ABCA 1
ABCA 1 (englisch ATP-binding cassette transporter A1 ‚ATP-bindende-Kassette-Transporter A1‘) ist ein menschliches Protein, das durch das gleichnamige Gen kodiert wird. Das Protein ist für den Transport von Cholesterin und Phospholipiden aus dem Zellinneren von verschiedenen peripher gelegenen Zellen wie Endothelzellen und Makrophagen an die Membranoberfläche verantwortlich, wo diese so genannte Lipid-Domänen bilden, aus denen High Density Lipoproteine (HDL) entstehen. Es handelt sich also um ein Transportprotein. Mutationen des ABCA1-Gens wurden im Falle der Tangier-Krankheit und des erblichen HDL-Mangels beschrieben.
Das von diesem Gen codierte Membranprotein ist ein Mitglied der Superfamilie der ABC-Transporter. Die ABC-Transporter bewegen verschiedene Moleküle durch extra- und intracelluläre Membrane. Die ABC Gene werden in sieben verschiedene Familien unterteilt (ABCA, MDR/TAP, MRP, ALD, OABP, GCN20, White). Die Mitglieder der ABCA Subfamilie bilden die einzige ABC Subfamilie, die ausschließlich in multizellulären Eukaryoten gebildet werden. Die allgemeine Transportgleichung für ABC-Transporter-Efflux lautet:
Substrat (innen) + ATP ⇒ Substrat (außen) + ADP + Pi
Es handelt sich also um aktiven Transport, bei dem ATP verbraucht wird. Für die Funktion von ABCA1 unentbehrlich ist außerdem das Phospholipid-Transferprotein (PLTP).